# John Wilson Danenhower
John Wilson Danenhower (Chicago, 30 septembre 1849-Annapolis, 20 avril 1887), est un officier de l'United States Navy et explorateur américain.

## Biographie
Né à Chicago, en Illinois, Danenhower fréquente les écoles publiques locales, puis entre en 1866 à l'Académie navale d'Annapolis dont il est diplômé en 1870. Il sert alors à l'European Squadron sur le Plymouth puis sur le Juniata. Il est ensuite affecté dans le Pacifique Nord et passe en 1875, à l'observatoire naval des États-Unis.
En 1878, sur sa demande, il est placé dans un asile psychiatrique à St. Elizabeths Hospital pour y soigner des troubles. Il y reste deux mois puis revient au service actif sur la Vandalia en Méditerranée dans la campagne d'Ulysses S. Grant.
Nommé maître et lieutenant (1879), il demande, à partir de Smyrne, à s'engager sur la Jeannette pour une expédition dans l'Arctique, services qui sont aussitôt acceptés par recommandation personnelle de James Gordon Bennett junior. Il rejoint ainsi le capitaine George Washington De Long au Havre, en France, puis part, avec le lieutenant Charles W. Chipp pour le Mare Island Naval Shipyard afin d'y faire préparer et approvisionner le navire.
Le 8 juillet 1879, la Jeannette entre dans le détroit de Béring. Dans une lettre à sa femme, Emma, De Long salue l'éthique du travail de Danenhower. Celui-ci est alors chargé d'une école de navigation pour l'équipage durant l'expédition lorsque le navire se retrouve bloqué par les glaces.
Par la suite, il s'avère inutile au voyage à cause d'une inflammation oculaire qui l'immobilise. Le 12 juin 1881, le navire est broyé par les glaces et coule. L'équipage rassemble quelques objets, des provisions, des traineaux et trois canots de sauvetage. Danenhower, avec un œil bandé et l'autre recouvert d'une lunette noire, se plaint alors régulièrement qu'on ne lui confie pas le commandement d'un groupe d'hommes et cherche à se montrer utile. De Long lui ordonne alors de monter dans un traîneau, sa vision ne lui permettant pas plus d'actions.
Au moment où l'eau libre est rencontrée, les hommes embarquent dans les canots dans le but de rejoindre le delta de la Léna. De Long, George W. Melville et Chipp sont mis à la tête chacun d'un canot. Danenhower est sous les ordres de Melville. Malheureusement, une tempête, le 12 décembre 1881, sépare les trois embarcations.

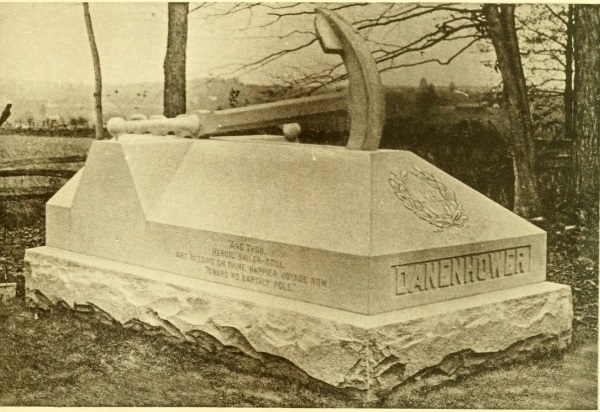
Tombe du lieutenant Danenhower à Oswego

Cinq jours plus tard, le canot de Melville atteint le delta dans l'est de la Léna et l'équipage est recueilli par des indigènes. Le canot de De Long, lui, accostera sur un bras occidental de la Léna où douze des quatorze hommes dont le capitaine vont mourir de froid et de faim. Le troisième canot disparait à tout jamais.
Après son rapatriement aux États-Unis où il arrive le 28 mai 1882, Danenhower publie un livre, Lieutenant Danenhower's Narrative of the Jeannette, décrivant ses aventures.
Pendant plusieurs années, en mauvaise santé, surtout visuellement, il est assistant commandant pour former les jeunes midshipman à Annapolis. Il commande le 11 avril 1887 à Norfolk (Virginie) l'USS Constellation, mais, peu de temps après avoir quitté le port de Hampton Roads, retourne à Annapolis totalement perturbé. Le 20 avril 1887, il s'y suicide.
Il est inhumé dans le cimetière Riverside à Oswego (New York).

## Famille
Marié à Helen Sloan Danenhower, il avait deux enfants. L'un, Sloan Wilson, entre dans la marine, devient lieutenant et commande en 1931 le Nautilus lors d'une expédition en Arctique ; l'autre, Ruth Danenhower Wilson, deviendra écrivain. Le fils de Ruth, Sloan Wilson est l'auteur de The Man in the Grey Flannel Suit et sera capitaine d'un navire de l'United States Coast Guard pendant la Seconde Guerre mondiale.